# Campionati europei di triathlon middle distance del 1994
I Campionati europei di triathlon middle distance del 1994 (VII edizione) si sono tenuti a Novo mesto, Slovenia.

## Risultati

### Élite uomini
| Pos. | Nome            | Paese       | Totale  |
| ---- | --------------- | ----------- | ------- |
|      | Rob Barel       | Paesi Bassi | 3:48:19 |
|      | Christoph Mauch | Svizzera    | 3:50:37 |
|      | Peter Kropko    | Ungheria    | 3:51:13 |

### Élite donne
| Pos. | Nome                       | Paese    | Totale  |
| ---- | -------------------------- | -------- | ------- |
|      | Isabelle Mouthon-Michellys | Francia  | 4:17:45 |
|      | Natascha Badmann           | Svizzera | 4:20:27 |
|      | Simone Mortier             | Germania | 4:22:16 |